# Doornikse stadsbus
Het Doornikse stadsbusnet (onder de naam Le Tournai City) wordt geëxploiteerd door de TEC, entiteit "Henegouwen". Het stadsbusnetwerk kent anno 2014 zeven stadslijnen die allen de plaatsen rondom Doornik verbinden met het centrum en het station van Doornik. De meeste lijnen hebben dezelfde route van elkaar, waarbij bij de meeste lijnen de route ook verschilt per rit.

## Wagenpark
Het Doornikse stadsnet wordt integraal door stelplaats Doornik van TEC gereden. Voor de stadsdienst heeft TEC enkele bussen speciaal in een huisstijl gestoken. Incidenteel worden er ook enkele bussen ingezet die normaal op de streekdienst rijden.

### Huidig wagenpark
Anno 2017 doen de volgende bussen dienst op het stadsnet.
| Serie     | Aantal | Fabrikant | Type | Opmerking |
| --------- | ------ | --------- | ---- | --------- |
| 3171-3184 | 14     | Van Hool  | A309 |           |

### Voormalig wagenpark
Anno 2017 deden de volgende bussen dienst op het stadsnet, maar zijn inmiddels vervangen of buiten dienst.
| Serie           | Aantal | Fabrikant | Type  | Opmerking |
| --------------- | ------ | --------- | ----- | --- |
| 3303, 3305-3311 | 8      | Van Hool  | A120  | Droegen in de NMVB tijd al een speciale kleurstelling. Midden 1994 werden de bussen opnieuw beschilderd tot het gewone huisstijl van TEC. |
| 3551-3555       | 5      | Van Hool  | AG280 | Reden meestal op streekdienst en incidenteel op de stadsdienst.                                                                           |
| 3631-3638       | 8      | Van Hool  | A300  | Droegen een speciale kleurstelling |
| 3960-3976       | 17     | Van Hool  | A508F | 3960-3966 reden meestal op de streekdienst. 3967-3976 droegen een speciale kleurstelling.                                                 |

## Huidige situatie
Anno 2014 zijn er zeven stadslijnen. Hieronder een tabel met de huidige stadslijnen die overdag rijden.
| Lijn | Traject                                                                              | Frequentie | Voornaamste haltes | Opmerking               |
| ---- | ------------------------------------------------------------------------------------ | ---------- | --- | ----------------------- |
| B    | Kain - Doornik - Orcq - Marquain - Lamain - Hertain - Blandain                       | 60’        | Église Notre-Dame de la Tombe, Busstation Kain, Station Doornik, Dôme (Église Saint-Brice), Beffroi (Belfort van Doornik), Palais de Justice (Paleis van Justitie), Saint Lazare, Busstation Blandain, École du Château                   |                         |
| K    | Kain - Doornik - Orcq - Marquain - Lamain - Hertain - Blandain - Doornik - Froyennes | 20’ - 60’  | Église Notre-Dame de la Tombe, Busstation Kain, Station Doornik, Dôme (Église Saint-Brice), Beffroi (Belfort van Doornik), Palais de Justice (Paleis van Justitie), Saint Lazare, Busstation Blandain, Avenue de Gaulle, École du Château | Route verschilt per rit |
| R    | Froyennes - Doornik - Rumillies - Warchin                                            | 60’        | Avenue de Gaulle, Grand Place, Station Doornik, Dôme (Église Saint-Brice), Beffroi (Belfort van Doornik), Saint-Brice (Kerk van Saint-Brice), École du Château                                                                            | Route verschilt per rit |
| V    | Doornik - Chercq - Vaulx                                                             | 60’        | Station Doornik, Dôme (Église Saint-Brice), Beffroi (Belfort van Doornik), Saint-Brice (kerk van Saint-Brice), Prison, École du Château                                                                                                   |                         |
| W    | Doornik - Warchin - Rumillies                                                        | 60’        | Station Doornik, Dôme (Église Saint-Brice), Beffroi (Belfort van Doornik), Saint-Brice (kerk van Saint-Brice), Prison, École du Château                                                                                                   | Route verschilt per rit |
| Z    | Doornik - Froyennes                                                                  | 70’        | Station Doornik, Dôme (Église Saint-Brice), Grand Place |                         |
| Z/   | Kain - Doornik                                                                       | 20’ - 60’  | Station Doornik, Dôme (Église Saint-Brice), Palais de Justice (Paleis van Justitie) | Route verschilt per rit |